# Leonhard Lechner
Leonhard Lechner (Alto Adige, 1553 circa – Stoccarda, 9 settembre 1606) è stato un compositore, cantore ed editore musicale tedesco che lavorò con Orlando di Lasso.

## Biografia
L'esatto luogo di nascita di Lechner non è noto. In alcune fonti dell'epoca viene detto "Athesinus", riferendosi evidentemente all'Alto Adige dove probabilmente ebbe i natali. Intorno al 1570 si trova presso la Cappella musicale di Monaco di Baviera come giovane cantore e qui è probabile che studiò con Orlando di Lasso, visto che le sue opere presentano chiari riferimenti alla musica italiana.
Nel 1575 lo si trova a Norimberga nella scuola della chiesa di san Lorenzo, dove pubblica la sua prima raccolta di composizioni Motectae sacrae. Qui sposa Dorothea Kast, la vedova del pifferaio della città Friedrich Kast. 
Nel 1584 si trova a Stoccarda nella veste di maestro di cappella presso il palazzo del conte Federico IV Hohenzollern. A causa di discussioni col suo protettore viene licenziato e si trasferisce a Tubinga sotto la protezione del duca Ludovico di Württemberg. Qui ricopre un posto di tenore nella cappella del duca. Solo nel 1589, alla morte del vecchio maestro di cappella, ne prende il posto e nel 1594 diventa primo compositore di corte. A questo punto è già ammalato molto seriamente. Raggiunge una notevole notorietà poco prima della morte. Alla sua morte viene sepolto, con tutti gli onori nella chiesa dell'ospedale di Stoccarda.

## Carriera
Il grande merito di Lechner, nella musica profana, fu lo sviluppo della canzone tedesca al contrario di Orlando di Lasso che scriveva secondo lo stile italiano. Il vertice delle sue composizioni viene raggiunto in Deutsche Sprüche von Leben und Tod (detti tedeschi di vita e di morte). 
Nella musica sacra evangelica, ha operato soprattutto attraverso lo sviluppo della canzone da chiesa tedesca così come attraverso le Passioni che hanno rappresentato il modello per molte composizioni di musicisti venuti dopo di lui.

## Opere
- Motectae sacrae, 1575
- Newe Teutsche Lieder zu drey Stimmen, 1576
- Der ander Theyl Newer Teutscher Lieder zu drey Stimmen, 1577
- Newe Teutsche Lieder mit Vier und Fünff Stimmen, 1577
- Sanctissimae virginis Mariae canticum, quod vulgo Magnificat inscribitur, secundum octo vulgares tonos, 1578
- Newe Teutsche Lieder, 1579
- Sacrarum cantionum, liber secundus, 1581
- Iohanni Neudorffero sponso... ac Iustinae Henzin sponsae.. psalmum hunc Davidicum (Beati quorum remissae sunt), 1581
- Newe Teutsche Lieder mit fünff und vier Stimmen, 1581
- Harmoniae miscellae Cantionum Sacrarum, 1583
- Liber Missarum Sex et Quinque Vocum, 1584
- Neue lustige Teutsche Lieder nach Art der Welschen Canzonen, 1586 (2.vermehrte Auflage 1588)
- Septem Psalmi poenitentiales, 1587
- Neue Geistliche und Weltliche Teutsche Lieder mit fünff und vier stimmen, 1589
- Epitaphia, 1593
- Deutsche Sprüche von Leben und Tod, pubblicata postuma nel 1606